# Jézus-hágója

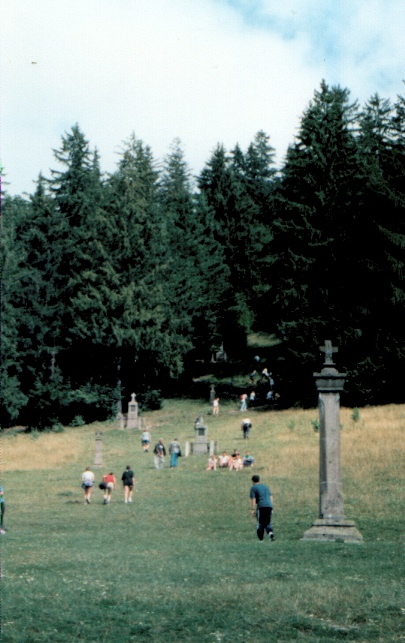
Csíksomlyói kálváriaút

A Jézus-hágója a Csíksomlyói Kálvária közismert neve, jelenleg Erdély leghíresebb szabadtéri keresztútja, melynek állomásait huszadik századi domborművek díszítik.

## Története

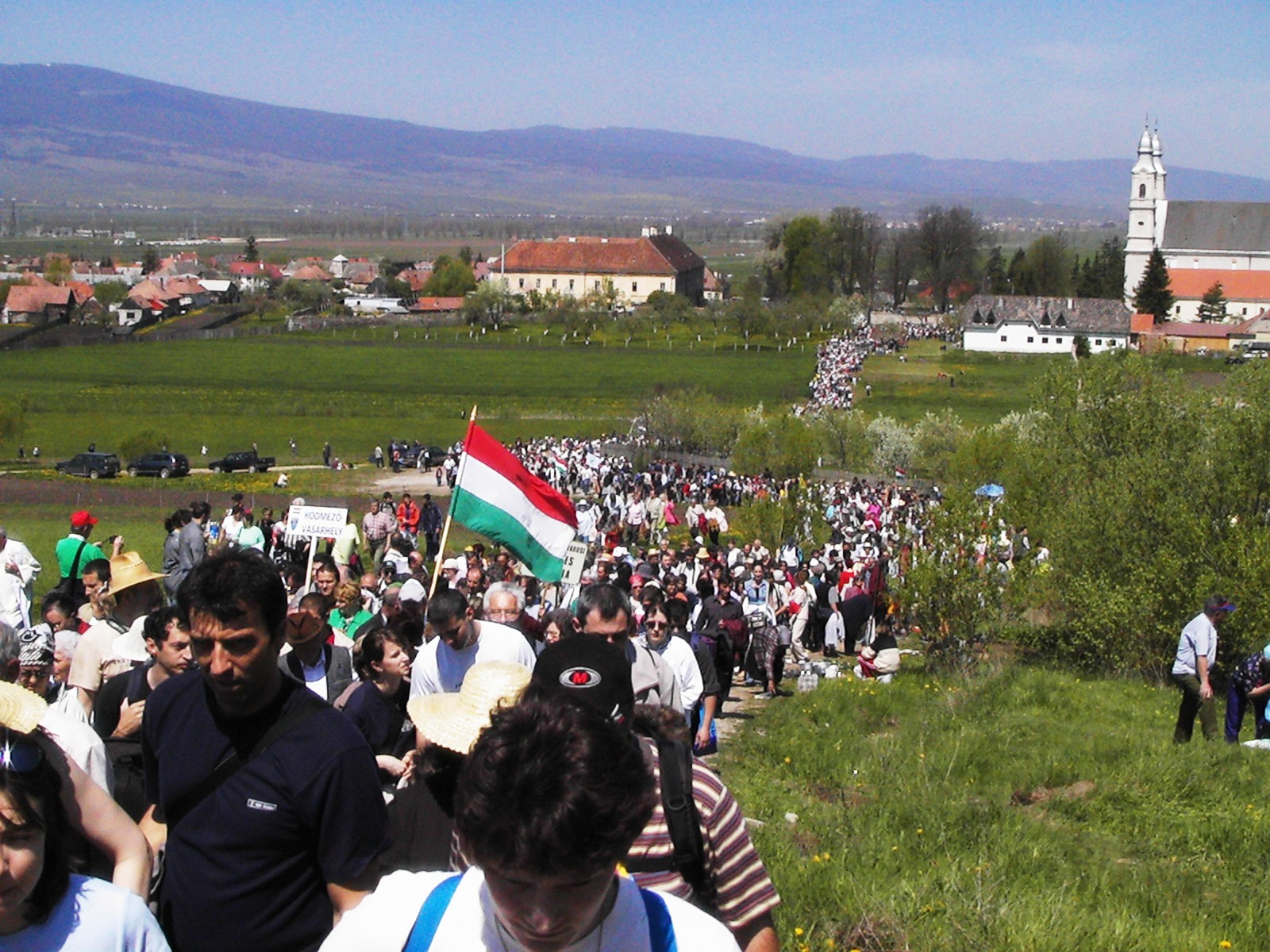
Zarándokok a Jézushágó előtt

A Jézus-hágója  a Kissomlyó-hegy nyugati oldalának keresztekkel jelölt része, amely a fenyőerdő közötti csapáson emelkedik a hegy csúcsán lévő  Salvator-kápolnáig.
A csíksomlyói pünkösdi búcsú alkalmával a zarándokok nagy áhítattal és imádkozva járják végig a keresztutat, a Jézus kínszenvedését megjelenítő stációk keresztjei előtt. P. Boros Fortunát szerint ez a szokás egykorú lehet a búcsújárás kezdetével, de erről hiteles feljegyzés sehol sem található.
A csíksomlyói Kálvária első írásos említése 1834-ből származik. A régi fakeresztek helyére 1868 után  kőkereszteket állítottak, de azokból ma már csak néhány látható. A régi stációs keresztek közül még állnak a gyergyószentmiklósi és  gyergyószárhegyi egyházközségek kőkeresztjei. A fakeresztek közül a legérdekesebb búcsús kereszt a kotormányi búcsúsok 1803. június havában állított keresztje az alábbi felirattal:
Páduai Szent Antal, Isten hős sáfára,
 Tekints le egedből e szent keresztfára:
 Légy a híveidnek kegyes oltalmára.
Az első világháború után, 1926-1937 között új stációs kereszteket állítottak fel, melyeket  Kovács Béla csíkzsögödi kőfaragó készített.
Az éles kövekkel borított meredek stációs út alján az 1868-ban állított nagy kőkeresztnél pünkösd hajnalán évről évre felhangzik a búcsúvezetők erőteljes hangú hívó éneke:
Jézus szenvedéseiről, bűnösök emlékezzünk.
Fájdalmas szent anyjával halálán keseregjünk.
Szánakodval és zokogval, fohászkodval
szent keresztútra medzsünk”.
A keresztek felállításából tökéletesen visszatükröződik a kor szelleme és a katolikus székelység korabeli helyzete.

## A keresztút állomásai

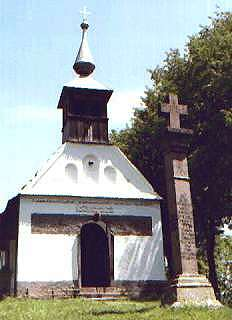
Salvator kápolna

A stációk előtt  magas kőkereszt áll  az alábbi felirattal:
1868. Hátán: JAV. 1970.
I. Stáció: Pilátus halálra ítéli Jézust. - dombormű
Felirata: Ősi hitünk, székelységünk  maradandó neve-képpen álljon e szent emlék!. Álljon e szent téren! Szent Tamás gyermekei a Hargitán túlról. 1926.
II. Stáció: Jézus vállára veszi a keresztet.
Felirata: A keddi búcsúk ájtatos népe kegyelettel állíttatta! Csíksomlyón 1926.
- Közben kisebb kőkereszt

Felirata: Állítatá P. B. 1868.
III. Stáció: Krisztus először roskad le a kereszt alatt. - dombormű
Felirata: Uram bűneink miatt kereszted elé roskadunk. De esésed felkelésre int. Minek emlékére áll itt e szent Kereszt.
Állíttatták Ditró gyermekei 1927.
- Közben régi kőkereszt

Felirata: D. a J. Kr. 1935.
IV. Stáció: Jézus találkozik édesanyjával.
Felirata: A megváltás ezerkilencszáz éves emlékére állíttatta a Szt. K. Hadsereg brassói tagozatának ifjúsága s annak jótevői 1934.
V. Stáció: Cirenei Simon segít Jézusnak a keresztet vinni. - dombormű
Felirata: Keresztet viselő Krisztusom tanítsd meg székely népemet, hogy nagy lélekkel hordozza keresztjét.
Állíttatta özv. B. Gábor Ádámné Szárhegy 1939.
VI. Stáció: Veronika kendőt nyújt Jézusnak.
Felirata: Állították Simó Márton korondi molnár és neje Balázs Eszter 1933.
VII. Stáció: Jézus másodszor esik el a kereszttel. - dombormű
Felirata: Állíttatta Fülöp István és neje Erzsébet Szászrégen 1970.
Átok kísér, gúny, gonoszság, lerogysz újra, szelíd jóság. Vállalod, mit atyád rád mért gyülöletünk botrányáért. Add, hogy forrjon egybe végre szeretetben Isten népe.
- Közben régi kőkereszt

Felirata: Állíttá Gy-o Szárh Kozség.
VIII. Stáció: Jézus vigasztalja a siránkozó asszonyokat. - dombormű
Felirata: Bűnösök vagyunk. Azért rosszak gyermekeink is. 1970.
Miattatok, ne miattam hulljon a könny szakadatlan! Önkinodra mit sem nézve így intesz a vezeklésre. Égesd, Uram, tunyaságom, itt és ne a másvilágon.
IX. Stáció: Jézus harmadszor esik el a kereszt súlya alatt. - dombormű
Felirata: Állították Korond község katolikus hívei 1939.
- Közben régi kereszt

Felirata: Állítta gy-o szt. Mikló róm. fzert községe 1868.
X. Stáció: Jézust megfosztják ruhájától. - dombormű
Felirata: Ó meztelen Krisztus a hegytetőn, légy irgalmas vetköztetőm.
1949. VIII. 20-án Szatmári Irgalmas Nővérek.  ATM.
XI. Stáció: Jézust keresztre szegezik.
Feliata: Állíttatta Ferenc József ács és neje Imre Rozália. Csíkszépvíz 1942.
XII. Stáció: Jézus meghal a kereszten.
Felirata: Ezen stációt készíttette Özv. Bíró Péterné, ditrói lakos Keresztes Anna 1942.
- Közben régi kereszt

Felirata: Állíttá Gyo. Szt. Miklós lat. szert. Községe 1868.
XIII. Stáció: Jézus testét leveszik a keresztről. - dombormű
Felirata: A kolozsvári katolikus hívek adománya. 1937.
XIV. Stáció: Jézus holttestét a sírba teszik.
Felirata: 1937. Hátán: Állította J. Imre zarándok.

## Külső hivatkozások
- Csíksomlyó honlapja
- Ima a Jézus-hágóján 2009. május 30.